# Rappresentatione di Anima et di Corpo
Rappresentatione di Anima et di Corpo (A Lélek és a Test színjátéka) Emilio de Cavalieri zenedarabja. A szövegét Agostino Manni atya írta.
Ez a mű nem kifejezetten opera, de oratórium se, inkább valamilyen közbeeső műfajnak tekinthető: az olasz opera kezdetei és a zenés dráma közti félúton helyezkedik el. A Rappresentazione moralista, nevelő és allegorikus, a népeknek szóló szimbólumokban gazdag tartalma élesen megkülönbözteti a korábbi bibliai alapú drámai elbeszélő laudától.
A mű három felvonásból áll; prózai párbeszédben írt bevezető előzi meg, kórus és zene kíséretében, mindez mielőtt még „felmenne a függöny”. A tanulságokban gazdag párbeszédet két ifjú Avveduto és Prudenzio (Óvatos és Megfontolt) folytatja, akik az élet bajairól, s a világ szomorú dolgairól beszélgetve tájékoztatják a nézőt az előadás tanítói jellegéről.
Ahogyan az Erény és a Bűn (Lélek és Test) állandó harcban állnak egymással, hol az Üdvözülés, hol a Kárhozat felé taszítva az embert, a szöveg és a zene állandó drámai ellentétet teremt az egymásután felbukkanó szereplők között. A szereplők a következők: a Lélek, a Test, az Idő és Értelem a jó Tanáccsal, a Világ a Világi élettel és az Őrangyallal, az égi Angyalok és a Gyönyör, a Kárhozott Lelkek és az Üdvözültek a Paradicsomban. A Jókat és a Gonoszakat allegorikusan és összefoglalóan ábrázolja a Lélek és Test, a Megkísértett és a Kísértő.
A sok recitatívo, az Életért és a Halálért folytatott sok küzdelem közé ékelődnek a kórusok, hogy mintegy levonják a tanulságot a megelőző jelenetből. Az egész játék nagy táncos-énekes ünnepséggel ér véget, ahol az összes szereplő és a kórus is Isten jóságát és bölcsességét dicsérik; a Lélek és Test kibékül egymással, majd a Paradicsomba vezető rögös utat választják.
Cavalieri, a kivitelezéshez gondos utasításokkal látta el a művet. Ezek szerint az előadás ezernél nem több néző számára készült, a színészek öltözete legyen „változatos”, a zenekar legyen elrejtve a díszletek mögött, a legmegfelelőbb hangszerek pedig: „egy kettős líra, egy csembaló, egy chitarrone vagy teorba”. A befejező részekben pedig, tetszés szerint hozzátehető még „egy lágy orgona chitarronéval” és két „antik tibia”.

## Diszkográfia
- Rosita Frisani (a Lélek), Alessandro Carmignani (a Test, a Gyönyör), Carlo Lepore (az Idő, a Világ), Michel van Goethem (az Értelem) stb.; a Prágai Filharmónia Gyermekkara, a bolognai San Petronio-bazilika zenekara, vez. Sergio Vartolo (1996) Naxos 8.554096–97